# Eureka (Nevada)
Eureka város az USA Nevada államában, Eureka megyében, melynek megyeszékhelye is. Lakosainak száma 414 fő (2020. április 1.).

## Népesség
A település népességének változása:

| 2010 | 610 |
| 2020 | 414 |